# 西山建設
西山建設株式会社（にしやまけんせつ、英: Nishiyama construction Co., Ltd.）は、神奈川県平塚市に本社を構える建設会社である。

## 概要
1869年に相模国小稲葉村（現・伊勢原市小稲葉）に、棟梁・西山次郎右衛門の次男として生まれた西山友三良が、1897年に神奈川県平塚市吉際にて創業。
現在は、湘南地区を中心にRC造・重量鉄骨造・木造住宅の施工、歴史的建造物の復原、耐震リフォーム、公共事業などを手掛ける。
他の模範となる工事として、平塚市から毎年優良建設工事の表彰を受賞している。

## 沿革
- 1897年 - 西山友三良が平塚で建築請負業を創業。
- 1923年 - 関東大震災において耐震性の高さが評価される。
- 1966年 - 商号を「西山工務店」に変更。
- 1989年 - 「西山建設株式会社」に改称。

## 事業内容
- 歴史的建造物復原（八幡山の洋館、神奈川県庁本庁舎正庁など）
- 公共事業（学校、公営住宅、消防署、病院、橋梁などの建設）
- 注文住宅（「気吹」「ペルソナーレ」シリーズなど）
- 耐震リフォーム（自治体認定事業者）
- 一級建築士事務所

## 主な建築作品

### 歴史的建造物
- 旧横浜ゴム平塚製造所記念館（八幡山の洋館)移築復元（2009年竣工）[3]

- 神奈川県庁本庁舎正庁復元（2019年竣工）[5]

### 公共事業
- 平塚市消防団第４分団庁舎（2021年竣工）

- 東部ポンプ場改修工事（2022年竣工）[8]
- 湘南ひらつかビーチセンター修繕（2023年竣工）[9]